# Федотов, Александр Анатольевич
Александр Анатольевич Федотов (1 июля 1971, Грачёвка, Орловская область — 15 июля 2024) — российский экономист и управленец, кандидат экономических наук, доцент, ректор Орловского государственного университета (2019—2024).

## Биография
Родился 1 июля 1971 года в деревне Грачёвка, Орловский район, Орловская область. В 1988—1989 годах работал техником в институте «Гипронисельпром».
В 1989—1994 годах обучался в Орловском государственном политехническом институте (с 1995 года — Орловский государственный технический университет, ОрёлГТУ) по специальности «Конструирование и технология радиоэлектронных средств».
В 1994—2013 годах работал в ОрёлГТУ на кафедре «Прикладная математика и программирование» (с 1998 года — «Прикладная математика и информатика») инженером-электроником, ассистентом, старшим преподавателем, с 2000 года — доцентом, с 2010 года — заведующим кафедрой.
В 2000 году окончил ОрёлГТУ по специальности «Менеджмент» с квалификацией «Экономист».
В 2002 году защитил диссертацию «Товарная форма информационных продуктов и услуг» и получил учёную степень кандидата экономических наук. По данным «Диссернета», в диссертации имеются множественные некорректные заимствования.
В 2009 году получил учёное звание доцента по кафедре прикладной математики и информатики.
В 2013—2015 годах работал в ГУ-УНПК (бывший ОрёлГТУ) проректором по развитию и административным вопросам. В 2015—2016 годах являлся в ПГУ (бывший ОрёлГТУ) и. о. ректора.
В 2016 году ОрёлГТУ был объединён в Орловским государственным университетом имени И. С. Тургенева (ОГУ) и Федотов был назначен и. о. первого проректора ОГУ. В 2019 году он был назначен и. о. ректора ОГУ, а в 2021 году — ректором ОГУ.
Владел английским и немецким языками.
Скончался 15 июля 2024 года в возрасте 53 лет.

## Научная деятельность
Является автором 21 научной статьи по тематике «Информационные продукты и услуги».

## Награды
- Почётная грамота Министерства образования и науки России (2013)[1].